# GNU Wget
Chronologie des versions
Wget2 (d)
Wget est un client HTTP, HTTPS et FTP développé en janvier 1996 par Hrvoje Nikšić puis maintenu par le projet GNU depuis février 1997. Son interface en ligne de commande permet de récupérer du contenu d’un serveur Web ou FTP. C’est un logiciel libre dont le nom est dérivé de l’anglais World Wide Web et get.

## Caractéristiques techniques
Wget permet notamment de créer des miroirs de sites, ou d’effectuer des téléchargements récursifs. Son nom vient de World Wide Web et de GET qui est le nom de la commande utilisée dans le protocole HTTP pour récupérer un fichier. Il est capable de communiquer avec les protocoles HTTP et FTP.
Il est écrit en C dans un style extrêmement portable. C’est un programme en ligne de commande utilisé principalement sur les systèmes Unix. Des frontaux graphiques tels que gwget et des versions pour Windows existent également.
Wget est non interactif, ce qui signifie qu’il peut travailler en arrière-plan, sans que l'utilisateur ne soit identifié sur sa machine. Au contraire, la plupart des navigateurs web nécessitent la présence constante de l'utilisateur, ce qui peut être très gênant lors de transferts importants de données.
Lorsqu’il crée un miroir ou qu’il « télécharge récursivement », wget respecte le protocole robots.txt. Wget peut être paramétré pour convertir en local les liens des fichiers HTML téléchargés afin qu’ils soient consultables hors-ligne.
Les caractères génériques de nom de fichiers et les images miroirs récursives de répertoire sont disponibles lors d’un transfert via FTP. wget peut lire l’estampille temporelle fournie par les serveurs HTTP et les serveurs FTP, et l’enregistrer localement. Wget peut ainsi vérifier si un fichier distant a été modifié depuis la dernière recherche, et éventuellement télécharger automatiquement la nouvelle version. Wget est donc un outil approprié pour créer des miroirs de sites FTP, ou de pages d’accueil.
Wget a été conçu pour être robuste si la connexion réseau est lente ou instable ; si un téléchargement échoue à cause d’un problème de réseau, il va réessayer jusqu’à ce que tout le fichier soit récupéré, en reprenant là où il s’était arrêté.
Wget supporte les serveurs proxy, ce qui peut réduire la charge du réseau, accélérer le téléchargement et permettre un accès derrière un pare-feu.

## Historique
Wget ne gérait pas les fichiers de plus de 2 gigaoctets avant la version 1.10.
GNU Wget fut par la suite maintenu quelques années par Micah Cowan, auquel succéda Giuseppe Scrivano en 2010.
Wget2, le successeur de wget, est en cours de développement. De nombreuses modifications seront apportées pour améliorer les performances, avec notamment : le support de HTTP/2, la compression HTTP, la parallélisation des connexions ou encore l'utilisation de l'entête HTTP (en) If-Modified-Since.

## Implémentations graphiques
- Gwget : une interface graphique libre GNOME pour Wget[4].